# Oberweiler-Tiefenbach
Oberweiler-Tiefenbach là một đô thị thuộc huyện Kusel, bang Rheinland-Pfalz, phía tây nước Đức. Đô thị Oberweiler-Tiefenbach có diện tích 3,21 km², dân số thời điểm ngày 31 tháng 12 năm 2006 là 311 người.